# HK Poprad
Le HK Poprad est le club de hockey sur glace de la ville de Poprad en Slovaquie. L'équipe évolue dans l'Extraliga, plus haute division slovaque.

## Historique
Fondé en 1929 sous le nom de Karpathenverein Poprad, le club est renommé HC Poprad en 1930. Dès 1933, il est sacré meilleure équipe de Slovaquie.
Renommée HC Tatry en 1935, l'équipe participe au championnat de Tchécoslovaquie de première division entre 1945 et 1947. Puis le club prend le nom de Sokol Tatry Poprad en 1948 et TJ Tatran Poprad en 1950 et participe à nouveau au championnat de première division entre 1951 et 1954.
Le club change encore d'appellation pour devenir Lokomotíva-Vagónka-Stavbár (LVS) Poprad, puis Telovýchovnej jednoty (TJ) Pozemné stavby (PS) Poprad, ČH Poprad en 1988 et, en 1990, ŠKP PS Poprad.
En 1991, après 37 saisons en deuxième division, l'équipe accède une nouvelle fois à la première division du championnat de Tchécoslovaquie, où elle se maintient jusqu'en 1993. À la suite de la partition de la Tchécoslovaquie en 1993, Poprad rejoint l'Extraliga slovaque. Après deux troisièmes places en 1997 et 1998, l'équipe finit à la seconde place du championnat en 2006.
Poprad a également remporté la Coupe des Tatras à quatorze reprises en 1935, 1936, 1937, 1938, 1939, 1940, 1942, 1943, 1947, 1995, 2000, 2001, 2005 et 2012.